# David Greenwalt
 (mai 2016).
David Greenwalt est un producteur, réalisateur et scénariste américain né le 16 octobre 1949 à Los Angeles, en Californie (États-Unis). Il a co-créé la série Profit, avec John McNamara, puis les séries fantastiques Angel, avec Joss Whedon, et Grimm, avec Jim Kouf.

## Biographie

### Carrière

#### Débuts et révélation (1983-1996)
Après avoir signé les scripts d'une poignée de longs-métrages durant les années 1980, et en réalisé deux, il débute en tant que scénariste/réalisateur de télévision.
Entre 1990 et 1992, il signe deux scénarios d'une éphémère série d'avocats, Shannon's Deal, puis trois de la cinquième saison de la série culte The Wonder Years, dont il réalise aussi quelques segments. Il collabore ensuite avec l'ex-avocat David E. Kelley sur la série médicale Docteur Doogie, pour qui il écrit un épisode. Le producteur Stephen J. Cannell l'engage pour une éphémère série policière, The Hat Squad en 1993, puis le fait passer sur sa comédie dramatique policière L'As de la crime, dont il signe 10 épisodes, et lui permet de passer producteur.
En 1996, il co-crée avec John McNamara la série d'avocats Profit, qui est néanmoins arrêtée rapidement par la chaîne FOX, à la suite d'audiences jugées insuffisantes. Mais le ton très adulte et irrévérencieux vaut un programme un large soutien critique. Greenwalt rejoint alors la prestigieuse The X-Files, le temps des derniers épisodes de la quatrième saison alors diffusée. Cette double expérience l'impose comme un scénariste/réalisateur à suivre.

#### Confirmation, puis échecs (1997-2007)
Il rejoint la même année l'équipe créative d'une nouvelle série fantastique pour adolescents, Buffy contre les vampires, créée et développée par un jeune scénariste débutant, Joss Whedon. La série est un succès critique et commercial, et une série dérivée est commandée par le diffuseur.
En 1999, il co-crée avec Whedon la série fantastique Angel, dont le héros, un vampire devenu détective privé, se retrouve à lutter contre un cabinet d'avocats démoniaque. La série est un nouveau succès, mais le scénariste part à la fin de la troisième saison, pourtant acclamée par la critique. Il conserve un statut de consultant sur les deux saisons suivantes, qui sont les dernières, et ne revient que pour mettre en scène un épisode de la dernière saison.
En 2003, il lance en effet sa nouvelle série, la fantastique Miracles, qui est arrêtée au bout d'une unique saison de 13 épisodes, faute d'audiences, et malgré un bon accueil critique. Il enchaîne avec une quatrième création, cette fois dans le registre de la science-fiction, Jake 2.0. Le programme, qui raconte les aventures d'un jeune informaticien travaillant pour la NSA devenant agent secret à la suite d'un accident de laboratoire, est néanmoins arrêté au bout d'une saison, faute d'audiences, et après des critiques mitigées.
Il se contente d'un poste de producteur consultant sur ses prochains emplois : l'éphémère série fantastique Surface, en 2005, puis la première saison de la série de science-fiction décalée Eureka, en 2006. La même année, il se réinvestit dans une nouvelle série : le polar à suspense Kidnapped, qui s'arrête néanmoins au bout d'une saison.

#### Retour aux sources (2007-2016)
En 2007, il est recruté pour développer les premiers épisodes de la série Moonlight, qui raconte les aventures d'un vampire détective privé. Ce retour aux sources ne lui porte pas chance, et le programme est aussi arrêté.
Après une absence de quatre ans, il revient en 2011 avec une série fantastique co-créée avec un ancien scénariste d'Angel, Jim Kouf. Grimm connait un succès confidentiel durant six saisons sur la chaîne NBC.

## Filmographie

### Comme créateur
- 1996-1997 : Profit (série télévisée) (Profit) (série télévisée)
- 1999-2004 : Angel (Angel) (série télévisée)
- 2011-2016 : Grimm (série télévisée)

### Comme producteur
- 1983 : Class
- 1986 : Tout va trop bien (en) (Miracles)
- 1991 : L'As de la crime ("The Commish") (série télévisée)
- 1996 : Profit (Profit) (série télévisée)
- 2003 : Jake 2.0
- 2011-2016 : Grimm

### Comme scénariste
- 1981 : Utilities (en)
- 1983 : Class
- 1984 : Une Américaine à Paris (American Dreamer)
- 1985 : Secret Admirer
- 1996-1997 : Profit, 4 épisodes
- 1997 : X-Files : Aux frontières du réel, épisode Aux frontières du jamais
- 1997-1998 : Buffy contre les vampires, 8 épisodes : Le Chouchou du prof, Alias Angelus, Billy (en collaboration), Attaque à Sunnydale, Dévotion, Le Fiancé (en collaboration), La Nouvelle Petite Sœur et Le Bal de fin d'année
- 1999-2002 : Angel, 14 épisodes : Bienvenue à Los Angeles, L'Étrange Docteur Meltzer, Je ne t'oublierai jamais, Guerre des sexes, Le Manuscrit, Le Jugement, Cher amour, La Machine à arrêter le temps, Impasse, Fin de règne, À cœur perdu, La Prophétie, Bonne nuit Connor et Demain
- 2003-2004 : Jake 2.0, 4 épisodes
- 2011-2016 : Grimm, 29 épisodes

### Comme réalisateur
- 1985 : Secret Admirer
- 1986 : Help Wanted: Kids (TV)
- 1987 : Double Switch (TV)
- 1989 : Rude Awakening
- 1990 : Exile (TV)
- 1997 : Profit, 1 épisode : Chinese Box
- 1997-1998 : Buffy contre les vampires, 4 épisodes : Dévotion, Œufs surprises, Le Bal de fin d'année et Meilleurs Vœux de Cordelia
- 2000-2004 : Angel, 7 épisodes : Guerre des sexes, Le Manuscrit, Cher amour, Fin de règne, À cœur perdu, Demain et La Fille en question

### Comme acteur
- 1983 : Wacko (en) de Greydon Clark : Uniformed cop